# Guido Farina (pittore)
Guido Farina (Verona, 1896 – Padova, 1957) è stato un pittore italiano.

## Biografia
Dal 1910 frequenta l'Accademia Cignaroli di Verona. Nel 1918 esordisce alla Esposizione d'arte organizzata dalla Pro Assistenza Civica veronese. Negli anni Venti si avvicina agli artisti della Scuola di Burano e le sue vedute urbane e i paesaggi vengono presentati alla mostra degli artisti dissidenti di Ca’ Pesaro. Nel 1924 viene invitato, per la prima volta, alla XIV Esposizione Internazionale d'arte della città di Venezia. In quegli anni è vicino al Novecento Italiano ed partecipa alla Prima e alla Seconda Mostra del gruppo (Milano, 1926 e 1929). Nel 1931 ha la prima personale alla Galleria del Milione di Milano e partecipa alla Prima Quadriennale nazionale d'arte di Roma dove la Galleria Mussolini acquista un'opera. Viaggia di frequente a Parigi e in Inghilterra, Germania, Svizzera e Austria. Si cimenta anche nella decorazione e nell'affresco (Verona, Museo di Castelvecchio, 1925-1929 e Palazzo del Podestà, 1929-1930).